# Pholcidae
Pholcidae este o familie de păianjeni din infraordinul Araneomorphae. Uneori aceștia sunt confundați cu opilionii. Familia cuprinde peste 1000 de specii, grupate în 84 genuri. Denumirea provine de cuvântul grecesc - φολκό (folkòs), picioare strâmbe.

## Descriere
Lungimea corpului este de 2 - 10 mm,  dacă adăugăm și lungimea picioarelor, atunci dimensiunea lor ar fi de 50 mm. Corpul este format din prosomă și opistosomă. Prosoma rotunjită poartă 8 ochi: 2 mediani și 6 laterali, la unele specii ei sunt proieminenți. La speciile cavernicole ochii se reduc. Opistosoma poate fi sferică sau ovală. Culoarea dominantă este maro, însă se pot întâlni și reprezentanții cu nuanțe de cafeniu sau negru.

## Modul de viață

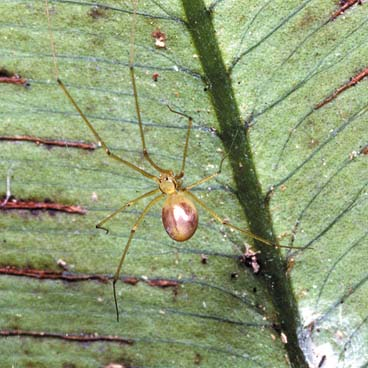
Spermophora yanbauensis

Păianjenii Pholcidae se găsesc pe toate continentele, cu excepția Antarcticii. Genul Pholocus include păianjeni din cei mai frecvent întâlniți în casele oamenilor, pe pereți, în pivnițe. Alții își țes pânza în peșteri, între stânci, sunt și specii arboricole, în locuri greu accesibile. Folcidele contruiesc pânză cu fire aranjate haotic, încurcate. Mătasea nu are proprietăți adezive. Dar aranjarea firelor împiedica evadarea ușoară a prăzii. Prada prinsă este repede consumată sau acoperită cu mătase într-un cocon și depozitată. 

Dacă victima este mult mai mare sau simte vreo amenințare, atunci el produce vibrații, oscilând și pânza. Astfel, inamicului e greu să localizeze vizual poziția păianjenului, sau folcidele își măresc șansele de a prinde o pradă mai mare. Folcidele se hrănesc cu insecte, larvele acestora și cu unii păianjeni, mai ales din familia Tegenaria. Ei produc vibrații pe pânzele tegenarilor, imitând prada. Crezând că e victima, tegenarile se reped pentru a lua masa, dar de fapt, ei devin hrana folcidelor. 

Folcidele nu sunt periculoase pentru om.